# Kościół Niepokalanego Poczęcia Najświętszej Maryi Panny i klasztor salezjanów w Lutomiersku
Kościół Niepokalanego Poczęcia Najświętszej Maryi Panny i klasztor salezjanów – poreformacki zespół klasztorny, znajdujący się w Lutomiersku, w województwie łódzkim. Obecne siedziba Salezjańskiej Szkoły Muzycznej.
Klasztor został ufundowany w 1650 roku przez wojewodę rawskiego, Andrzeja Grudzińskiego, dla Franciszkanów reformatów. Klasztor został przebudowany z zamku rycerskiego z XV wieku. W latach 1651–1659 obiekt został rozbudowany przez Anne Grudzińską oraz jej syna Marcina Grudzińskiego, podkomorzego inowrocławskiego - została wtedy wzniesiona barokowa świątynia, konsekrowana w 1659 roku. Po powstaniu styczniowym klasztor został skasowany przez władze rosyjskie, ponieważ w jego piwnicach ukrywani byli powstańcy. Zakonnicy mogli jednak mieszkać w klasztorze. Po śmierci ostatniego z reformatów, w 1900 roku, zespół klasztorny został wystawiony na licytację. Zabudowania zakupiła gmina Lutomiersk i przekazała je diecezji kujawsko-kaliskiej. Podczas I wojny światowej, w 1914 roku, zabudowania klasztorne spłonęły. W 1925 roku obiekt został przekazany salezjanów, którzy rozpoczęli odbudowę klasztoru. W latach 1929–1991 w klasztorze znajdował się dom dziecka i zakład wychowawczy. W latach 50. i 60. XX wieku klasztor przebudowano na dom rekolekcyjny i ośrodek dla młodych księży. W 1996 roku w klasztorze została otwarta salezjańska szkoła Muzyczna.
Kościół został wybudowany w stylu barokowym. Jest to budowla murowana, jednonawowa i orientowana. Wnętrze nakryte jest sklepieniem kolebkowym, natomiast chór muzyczny podparty jest arkadami. W zakrystii znajdują się szafy w stylu rokokowym oraz komoda z XVIII wieku..